# 间谍之桥
是一部2015年由史蒂文·斯皮尔伯格执导、科恩兄弟编剧的美國冷战间谍片。電影由湯姆·漢克、馬克·勞倫斯、艾美·萊恩和亞倫·艾達主演，取材自史實冷戰所期間發生的「1960年U-2擊墜事件」。講述了美国律师詹姆斯·B·唐納文為了营救美軍飛行員弗朗西斯·加里·鮑爾斯，后者因其駕駛的U-2偵察機被蘇聯擊落而成為人質，而需要通過談判以釋放被关押在美國监狱的蘇聯間諜魯道夫·阿貝爾的故事。電影名稱意指格林尼克橋，它連接著柏林與波茨坦，間諜交接亦於該處進行。電影拍攝時暫定名為《聖詹姆斯廣場》，本片於2014年9月8日開拍，主要在紐約市布魯克林取景，以及位於波茨坦的巴貝爾堡攝影棚。
電影由試金石影業在2015年10月16日於北美發布，而20世纪福克斯則負責其他地區的發行。2015年11月15日，該片原本於巴黎舉行首映禮，出席者為史蒂文·斯皮尔伯格、湯姆·漢克和艾美·萊恩，但由於發生了巴黎恐襲事件而取消活動。電影取得了票房的成功，全球共賺得1.65億美元，並獲得了一致好評，导演、劇本、演技及製作均受到肯定。获得了第88屆奧斯卡金像獎最佳影片及最佳原創劇本等六項提名，馬克·勞倫斯（飾演魯道夫·阿貝爾）赢得最佳男配角奖。

## 剧情
故事背景為1957年冷战时期，某日魯道夫·阿貝爾在紐約市東河河岸，找到了藏在長椅下的秘密訊息。他阅读讯息后不久，聯邦調查局的特工就衝進了他的出租屋内进行搜查。虽然他成功地销毁了讯息，但屋内的其他證據，導致他以蘇聯間諜的身份被逮捕及起訴。
詹姆斯·B·唐納文是專門從事保險工作的美國律師，他被合夥人要求為魯道夫·阿貝爾辯護。美國政府認為阿貝爾是蘇聯間諜，但仍希望他有一個公正的審判，以減少被蘇聯用作宣傳的機會。他與阿貝爾在監獄會面，阿貝爾拒絕跟美國政府合作，不愿透露苏联的任何情報。虽然唐納文認真工作，但是包括法官、原告人律師、事務所的同事、还有他的家人，都不期待他為阿貝爾作強而有力的辯護。他努力地為阿貝爾争取無罪釋放，使全美國的民眾都感到震驚和憤怒，唐纳文及家人性命亦受到威脅，不过他没有放弃，而是繼續爭取。
阿貝爾的所有指控都被判有罪，但唐納文成功地說服了法官，只判决他30年监禁，而非死刑，论点是：阿貝爾在将来可能會成为與蘇聯談判中的有價值的籌碼。唐納文隨後上訴到美國最高法院，指出由控方所提出的證據是無效的，他说明了阿貝爾是如何堅決地不洩露任何機密訊息的，提议美國政府应该显示出应有的风度。
同時，美軍飛行員弗朗西斯·加里·鮑爾斯駕駛的U-2偵察機被蘇聯擊落，他也因此成為人質、被判决入狱十年。来自美國耶鲁大学的經濟學研究生弗雷德瑞克·普萊爾，在柏林圍牆修建期間探訪了他在東柏林的德國女友，并試圖帶她到西柏林，但被东德邊防軍拦下，并被當作美国間諜逮捕。
蘇聯發送訊息給唐納文，并提出交易条件：用阿貝爾交換鮑爾斯。唐納文前往柏林進行談判協商，他聽到普萊爾被捕的消息後堅持采取二人換一人的方案，中情局只關心救回鮑爾斯，他們容許唐納文在阿貝爾換鮑爾斯的條件不受損害的前提下為普萊爾進行談判。
東德官方當時欲借普萊爾一案换取美英等西方国家的承认。东德方面認為唐納文卑鄙、想用一人换两人，視蘇聯和東德一體是對他們的侮辱。中情局也打算放弃普萊爾，但唐納文威脅東德方面，除非釋放普萊爾，否則整個交換計劃作廢，且暗示若有任何損失，蘇聯會迁怒于東德。經過等待，唐納文鋼鐵般的決心得到了東德的回应，双方同意在格林尼克橋和查理檢查站同时進行換囚事宜。

## 演員
| 演員              | 角色                                     |
| 湯姆·漢克斯       | 詹姆斯·B·唐納文 James B. Donovan         |
| 马克·里朗斯       | 魯道夫·阿貝爾 Rudolf Abel                |
| 艾美·萊恩         | 瑪麗·麥肯納·唐納文 Mary McKenna Donovan  |
| 亞倫·艾達         | 湯瑪士·華特斯 Thomas Watters             |
| 奧斯汀·史多威     | 弗朗西斯·加里·鮑爾斯 Francis Gary Powers |
| 多米尼克·隆巴多茲 | 布拉斯柯探員 Agent Blasco                |

## 制作
於2014年9月8日在纽约市开始拍攝。这是斯皮尔伯格和汤姆·汉克斯继《拯救大兵瑞恩》、《神鬼交鋒》和《幸福终点站》之后合作拍摄的第4部电影。

### 历史偏差
影片改编自现实中逮捕和审判于1960年飞越苏联斯维尔德洛夫斯克时被苏联空军击落的美国间谍飞行员加里·鲍尔斯的经历。影片偏离了历史记录，但影评人纷纷称赞这部电影，认为这种偏离是可以允许的。
评论员指出影片中时间差的缩短给人以错误的印象。一个关键的例子便是对柏林墙的描绘。事实上唐納文并没有目睹逃跑者被枪杀的一幕：跟枪击事件最为相像的描述是发生在鲍尔斯/阿贝尔于格林尼克桥交换后的夏天发生的彼得·费希特尔遇害案。同样，对弗雷德里克·普莱尔被捕经历的描绘也不准确——他无法越过只建了一部分的围墙，并进一步被认定窃取“机密”材料。
除了柏林墙的描绘，值得注意的是对唐納文并未遭受相当程度暴力的描绘：他没有在家中遭到枪击，他的外套没有被偷。这部电影也改变了唐納文出于未来可能有交换的缘故，向法官提出将阿贝尔作为备用人选的地点，而这其实是在公开法庭中作出的。唐納文被描绘成只是一个保险律师，但事实上他跟美国情报界有过历史：二战期间，他曾担任战略情报局（即CIA前身）的法律总顾问。
英国裔苏联情报人员阿贝尔（本名威廉·G·费舍尔）最有可能尽最大努力为苏联工作，而不是一位住在纽约市一处布满无线电设备的巢穴里的披头散发的间谍。在此之前，他曾在二战时期被训练成为纳粹占领区秘密工作的特工和电台操作人员。这次培训被认为对他的导师帕维尔·苏杜普拉图夫后来发动战争期间最重要无线电欺骗行动是至关重要的。

## 幕後花絮
- 在電影發布會中，湯姆·漢克（飾演詹姆斯·B·唐納文）表示他在電影裡為魯道夫·阿貝爾所說的辯詞是當時提交給美國最高法院的真實辯詞。[16]
- 魯道夫·阿貝爾的不協調口音是真實的。阿貝爾出生於英國泰恩河畔纽卡斯尔本维尔（Benwell），其父親身為德裔俄籍的沙皇時代革命家，其母親则是俄國人的後代。他早年在蘇格蘭生活，十幾歲時返回莫斯科，然而他在說英語時還是有慣有的口音。[16]
- 蘇聯間諜魯道夫·阿貝爾從 克格勃 （蘇聯國家安全委員會）管理者那裡接收密碼信息，而這些信息則藏於被掏空的五分美金硬幣。直到1953年，联邦调查局才察覺到阿貝爾的秘密行動。這是因為某一個蘇聯間諜不小心用了帶有密碼信息的中空硬幣來買報紙，布鲁克林的报童覺得收到的硬幣比普通的硬幣來得輕，便讓硬幣從手心掉到人行道上來測真假；硬幣隨後攤開，露出一张里面带有密码信息的缩微胶片。联邦调查局密码学家直到1957年才破解這個密码信息，還是在一名克格勃叛逃者雷諾·黑哈能（Reino Häyhänen）的幫助下才獲得破译密码的钥匙。“空心硬幣案”也被翻拍成《聯邦調查局》 (The FBI Story)（1959）。[16]
- 在一場警察嘲諷詹姆斯·B·唐納文說自己曾參與诺曼底第三波登陸 "The third wave on Normandy" 的戲中，导演史蒂文·斯皮尔伯格笑了起来。 斯皮尔伯格开玩笑说湯姆·漢克应该回答：“我是第一波” "I was in the first"。这是对斯皮尔伯格執導的1998年電影《搶救雷恩大兵》的一個引用，湯姆·漢克在《搶救雷恩大兵》裡參與了諾曼底第一波登陸。[16]

## 反响
爛番茄網站有92%的新鲜度，該網站的評論家一致認為《間諜橋》在好萊塢的經典冷戰間諜驚悚片的公式中找到了新生命，這要歸功於史蒂芬·史匹柏、馬克·勞倫斯和湯姆·漢克斯可靠的出色表現。Metacritic得分81，大获好評。